# Florence van Straten
Pour les articles homonymes, voir Van Straten.
Florence « Flossie » van Straten (1913–1992) est une chimiste et physicienne de l'atmosphère connue pour avoir fait progresser la science de la météorologie navale pendant et après la Seconde Guerre mondiale. Diplômée en chimie physique, elle s'est engagée en 1942 dans l'US Navy où elle fut réorientée vers la météorologie. Elle a travaillé à la recherche sur les conditions atmosphériques, de leur influence sur les tactiques de combat et le radar, la modification du temps, etc. Après la guerre, elle est restée consultante civile pour la Navy et atteignit le grade de Commander dans la réserve navale.

## Biographie

### Jeunesse
Florence Van Straten est née en 1913 à Darien, Connecticut, la fille d'immigrants néerlandais. Sa mère parlait six langues et était l'officier la mieux payée des Pays-Bas avant de venir aux États-Unis. Jacques van Straten, son père, a travaillé pour la société de cinéma de renommée mondiale Metro-Goldwyn-Mayer dont le siège social est situé à New York. Son travail pour MGM l'a souvent emmené à l'étranger, ce qui a permis à Florence de voyager dont une année scolaire complète à Nice en France où elle a amélioré son français alors qu'elle parlait déjà en néerlandais, allemand, italien et espagnol.
Van Straten avait d'abord voulu être écrivaine, mais s'est inscrit en chimie à l'Université de New York (NYU) où elle a obtenu son baccalauréat, puis sa Maîtrise et y compléta un doctorat en chimie physique en 1939. Elle a également enseigné la chimie à NYU de 1933 à 1942.

### Seconde Guerre mondiale
Après l'attaque de Pearl Harbor en décembre 1941, l'US Navy a dû former un personnel croissant en météorologie, dont plusieurs centaines de femmes, pour répondre aux demandes d'une force en pleine expansion. En 1942, on a créé le programme Women Accepted for Volunteer Emergency Service (WAVES) et l'une des premières volontaires fut van Straten, qui fut immédiatement affectée au Service météorologique de la Marine (Naval Aerology Service) où elle a reçu la formation de prévisionniste météorologique au Massachusetts Institute of Technology.
La lieutenante van Straten, qui n'avait aucune expérience militaire antérieure, a passé la guerre à Weather Central à Washington, analysant initialement l'utilisation des conditions météorologiques dans les opérations de combat dans le Pacifique. Elle a également écrit le rapport sur les raids sur les îles Gilbert et Marshall, frappes aériennes tactiques sur les îles de Micronésie. L'objectif des rapports était de «constituer une base pour une meilleure compréhension des applications des informations météorologiques aux opérations futures». Plus tard, van Straten a été transférée à la section de rechercher et développement, où elle a travaillé pendant le reste de la guerre sur le radar et d'autres nouvelles technologies.
En 1943, van Straten fut affectée quartier général de la section d'aérologie (météo) du Bureau de l'aéronautique où elle travailla dans la section d'analyse opérationnelle. Elle fit des analyses approfondies des effets des conditions météorologiques sur les opérations navales, à la fois à partir de sources historiques et d'actions navales plus récentes.

### Après le conflit
En 1946, elle est devenue conseillère civile du chef des opérations navales. Après la guerre, van Straten a continué à travailler pour le Naval Weather Service en tant que physicienne atmosphérique civile sur la haute atmosphère ce qui a aidé au développement de la technologie des missiles à longue portée.
De 1948 à 1962, elle a dirigé la section des exigences techniques, décrivant sa position comme «l'application des facteurs environnementaux aux opérations militaires». Elle a pris sa retraite en 1962 après 16 ans à la tête de la division des exigences techniques du Naval Weather Service, mais a continué en tant que consultante de la Marine dans le domaine de la physique atmosphérique jusqu'en 1973. Elle est décédée d'un cancer à l'âge de 78 ans, le 25 mars 1992, à son domicile de Bethesda, Maryland.

## Apports à la météorologie
Les rapports de Van Straten ont fourni des exemples de la manière dont les forces militaires ont pu utiliser les conditions météorologiques à leur avantage, mais ils ont également fourni des contre-exemples dans lesquels le temps fut ignoré au détriment des participants. La bataille de la mer de Corail en mai 1942 en est un exemple où la flotte américaine a utilisé les nuages et les précipitations d'un système frontal pour se couvrir lors de l'attaque sur la force navale japonaise exposée, puis disparaissant à nouveau dans le gros temps. De cette façon, ils ont pu couler le porte-avions japonais Shōhō, endommager gravement un autre porte-avions et abattre de nombreux avions ennemis. Mais lorsqu'ils ont quitté la zone frontale pour opérer par beau temps, ils ont immédiatement perdu le porte-avions USS Lexington.
Van Straten a aidé au développement de l'utilisation des phénomènes météorologiques, tels que les tempêtes, dans la planification des manœuvres des navires et des vols des avions à bord d'un porte-avions. Son travail comprenait également le développement d'une technique pour ensemencer les nuages et produire de la pluie en injectant du noir de carbone dans l'atmosphère,. Comme experte en météorologie pour la Marine, elle a traité des problèmes allant du brouillard aux retombées radioactives. Elle a également développé un système de transmission par télécopie des données radar et breveté un dispositif sonique pour empêcher l'accumulation de glace sur les avions.
Un autre domaine qui a intéressé van Straten était l'impact des conditions atmosphériques sur les données radar. Celles-ci peuvent en effet réduire ou augmenter la portée à la cause des changements d'indice de réfraction (propagation anormale). Elle travailla aussi sur la détection des précipitations au radar afin de repérer les conditions favorables aux opérations navales.
Elle a joué un rôle déterminant dans le développement de la fusée-sonde lancée avec un ensemble de collecte de données appelé radiosonde dans la haute atmosphère. C'est sur sa suggestion que les données météorologiques furent utilisées pour planifier la trajectoire des lancements de fusées. Elle a également développé le ballon-sonde météo rigide à altitude constante qui est seulement partiellement gonflé à l'hélium afin d'atteindre son extension maximale à une pression et altitude constante. Elle a également contribué au développement de la bouée météorologique NOMAD (Navy Oceanographic Meteorological Automatic Device),.
Elle a finalement contribué à l'amélioration de l'abri Stevenson, qui protège les instruments météorologiques sensibles des éléments, et du pluviomètre à auget basculant pour lui donner une précision de 0,01 pouces (0,25 mm).

## Récompenses et affiliations
Le Dr van Straten a reçu le prix du service civil méritoire de la Marine. En 1958, elle a été nommée «Femme de l'année» par l'aile féminine de l'Aero Medical Society of America. Elle a été aussi ancienne de l'année par l'Université de New York. Elle était membre honoraire de la section de physique de l'association Sigma Xi, de l'American Meteorological Society et de l'Union américaine de géophysique.
Elle était membre fondateur, trésorière et fiduciaire de la River Unit Unit Church à Bethesda, vice-présidente de la Unitarian Universalist Housing Foundation, un tuteur dans les écoles, ainsi que bénévole au Junior Village de Washington, dans des maisons de soins infirmiers et pour faire des enregistrements pour les aveugles.